# Klemencija Ugarska
Klemencija Ugarska (francuski Clémence; 1293. – 13. listopada 1328.) bila je francusko-navarska kraljica supruga kao druga žena kralja Luja X. Svadljivca. 

## Roditelji
Klemenciju, kćer ugarsko-hrvatskog kralja Karla Martela i Klemencije Austrijske, odgojila je baka, Marija Arpadović. Obitelj je polagala pravo na Mađarsko Kraljevstvo preko Marije te je Klemencija, premda rođena u Napulju, smatrana ugarskom kraljevnom.

## Brak
Nakon smrti francuskog kralja Filipa IV. Lijepog, njegov je najstariji sin Luj postao kralj Francuske, premda je već bio navarski vladar. Lujeva supruga, Margareta Burgundska, bila je optužena za preljub, postavši kraljica supruga Lujevim stupanjem na tron. Margareta je bila zatočena te je umrla 1315., pa je Luj postao Klemencijin muž 19. kolovoza 1315.; Klemencija je okrunjena 24. kolovoza. Luj je umro 1316., a Klemencija je bila trudna, što je omogućilo Lujevom bratu Filipu Visokom da postane regent, zanijekavši pravo svojoj nećakinji, Lujevoj kćeri Ivani. Klemencija je rodila kralja Ivana I., koji je živio tek pet dana, nakon čega na tron dolazi Filip kao Filip V. Visoki. On je ušao u sukob s Klemencijom, odbivši platiti joj zaostavštinu koju je trebala primiti kao udovica.
Kraljica Klemencija umrla je 13. listopada 1328. godine. Klemencija je pokopana u Parizu te je njezin lik danas u bazilici svetog Denisa.